# A. M. Homes
Amy Michael Homes, meglio conosciuta come A. M. Homes (Washington, 18 dicembre 1961), è una scrittrice statunitense.
Vive attualmente a New York, dove insegna presso la Columbia University.

## Biografia
Amy Michael Homes, che è stata adottata alla nascita, ha incontrato i suoi genitori biologici per la prima volta a 31 anni e ha pubblicato un libro di memorie, "The Mistress's Daughter", La figlia dell'altra, sulla sua esplorazione della sua "famiglia" allargata.
Nel 1989 viene pubblicato il suo primo romanzo, Jack, scritto da A.M. Homes aveva 19 anni. 
È conosciuta per le sue storie controverse ed inusuali, come La fine di Alice del 1996,  In un paese di madri e le raccolte di racconti La sicurezza degli oggetti (pubblicato in Italia nel 2001) e Cose che bisognerebbe sapere (pubblicato in Italia nel 2003).
Oltre a questi racconti ha pubblicato altri romanzi tra cui, Che Dio ci perdoni, con cui ha vinto il Baileys Women's Prize for Fiction nel 2013. 
Inoltre ha realizzato per il "National Geographic" un lungo reportage su Los Angeles.
I suoi articoli sono pubblicati su riviste come The New Yorker, Artforum , Vanity Fair e McSweeney's. Dal 1995 è anche collaboratrice di BOMB Magazine, dove ha pubblicato articoli e interviste con vari artisti e scrittori, tra cui Eric Fischl , Tobias Wolff e Adam Bartos .
Il New Yorker l'ha segnalata fra i suoi "venti scrittori per il nuovo millennio"

### Romanzi
- Jack  (1989)

Jack, traduzione di Adelaide Cioni, Roma, Minimum Fax, 2004, ISBN  88-7521-031-4
- In a Country of Mothers (1993)

In un paese di madri, traduzione di Adelaide Cioni e Tiziana Lo Porto, Milano, Feltrinelli , 2009, ISBN  978-88-07-01788-9
- The End of Alice (1996)

La fine di Alice, traduzione di Francesco Bruno, Milano, Rizzoli, 1997, ISBN 88-17-67188-6
- Appendix A: an elaboration on the novel The End of Alice (1996)
- Music for Torching (1999)

Musica per un incendio, traduzione di Maria Baiocchi e Anna Tagliavini, Milano, Feltrinelli, 2011, ISBN 978-88-07-01870-1
- This Book Will Save Your Life (2006)

Questo libro ti salverà la vita, traduzione di Adelaide Cioni, Milano, Feltrinelli, 2006, ISBN 88-07-01699-0
- The Mistress's Daughter (2007)

La figlia dell'altra, traduzione di Adelaide Cioni, Milano, Feltrinelli, 2007, ISBN 978-88-07-01738-4
- May We Be Forgiven (2012)

Che Dio ci perdoni, traduzione di Maria Baiocchi e Anna Tagliavini, Milano, Feltrinelli, 2013, ISBN 978-88-07-03049-9

#### Antologie di racconti
- The Safety of Objects (1990)

La sicurezza degli oggetti, traduzione di Martina Testa, Roma, Minimum Fax, 2001, ISBN  88-87765-42-1
- Things You Should Know (2002)

Cose che bisognerebbe sapere, traduzione di Adelaide Cioni, Roma, Minimum Fax, 2003, ISBN 88-87765-88-X
- Days of Awe (2018)

Giorni terribili, traduzione di Maria Baiocchi e Anna Tagliavini, Milano, Feltrinelli, 2020, ISBN 978-88-07-03382-7

#### Non-fiction
- Los Angeles: People, Places, and the Castle on the Hill (2002)

Los Angeles, traduzione di Cecilia Veronese, Milano, Feltrinelli, 2004, ISBN
- On the Street 1980–1990 by Amy Arbus, Introduction by Homes
- The Mistress's Daughter (2007)